# Paolo Limiti
Paolo Mario Limiti, né le 8 mai 1940 à Milan et mort dans la même ville le 27 juin 2017, est un auteur compositeur italien, journaliste, écrivain et présentateur de la radio et de la télévision.

## Biographie
Paolo Mario Limiti né à Milan le 8 mai 1940, commence sa carrière comme journaliste puis, en 1960, il commence une longue collaboration avec Mike Bongiorno comme auteur de ses émissions de radio et de télévision.
Actif à partir du milieu des années 1960 en tant que parolier, son premier succès est La voce del silenzio de Tony Del Monaco et Dionne Warwick, puis il écrit des chansons pour Mina, Claudia Mori, Mia Martini, Demis Roussos, Ornella Vanoni, Peppino di Capri, Iva Zanicchi, Farida, Wess et Al Bano entre autres.
Il est actif comme présentateur de télévision, surtout concernant la musique vintage et l'histoire du divertissement. Il a reçu le prix America of the Italy-USA Foundation en 2014.
Paolo Limiti est mort à Milan le 27 juin 2017 des suites d'une « longue maladie ».

## Source de traduction
- (en) Cet article est partiellement ou en totalité issu de l’article de Wikipédia en anglais intitulé « Paolo Limiti » (voir la liste des auteurs).